# Reza Hosseini Nassab
Reza Hosseini Nassab, né le 22 novembre 1960 à Yazd, est un ayatollah et Marja-e taqlid iranien, qui vit au Canada. Il a été président et l'imam du Islamisches Zentrum Hamburg (Imam Ali Moschee Hamburg), en Allemagne. Depuis 2003, il est président de la fédération chiite canadienne Ahlul Bayt Assembly of Canada.

## Éléments biographiques

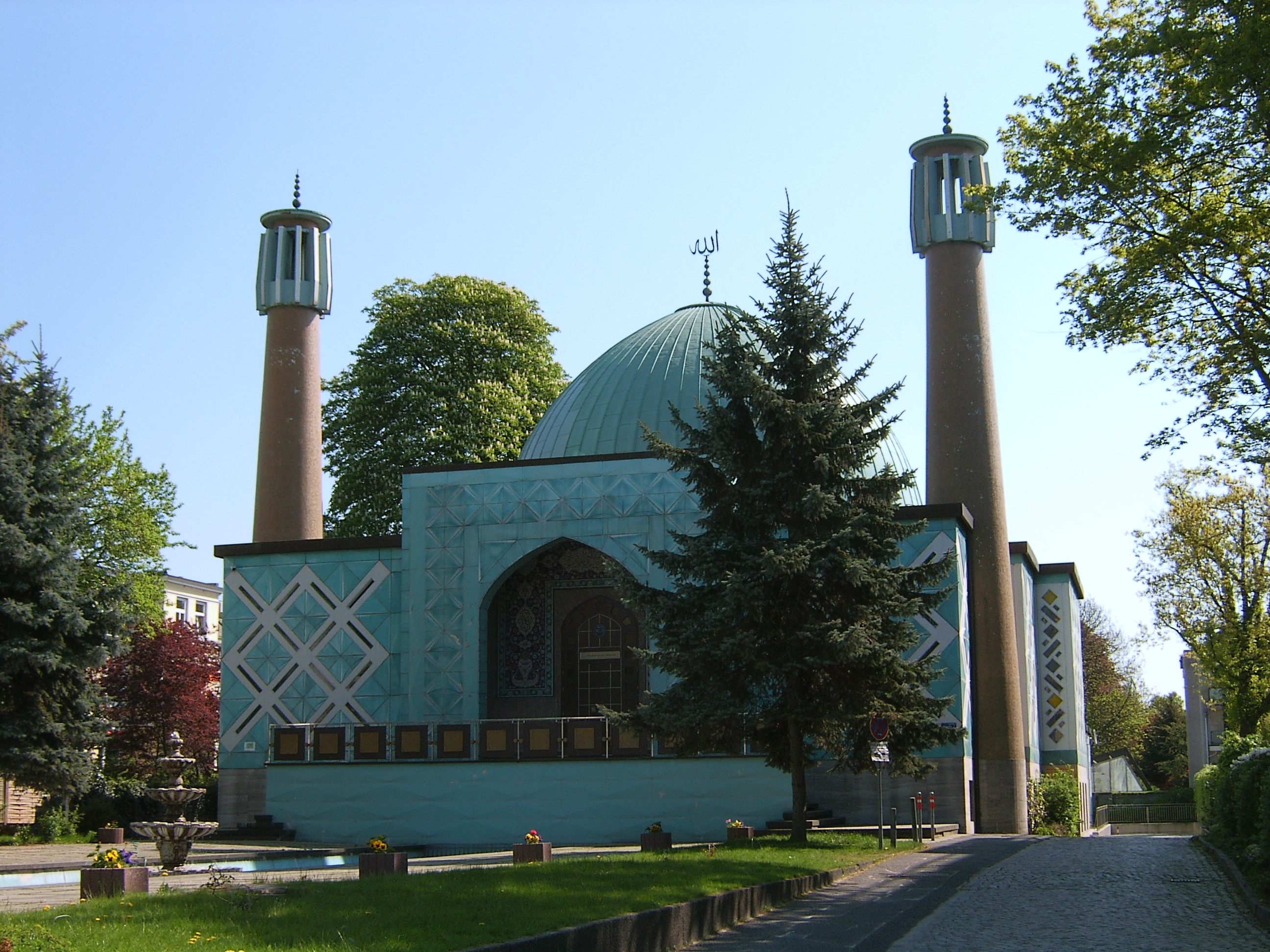
Centre islamique de Hambourg

Il est né en 1960 à Yazd, en Iran. Il étudie à la Médersa (séminaire islamique) de Qom, avec notamment parmi ses enseignants l'ayatollah Hossein Ali Montazeri. Puis il s'installe au Canada, où il  fonde le Centre islamique Valie Asr à Toronto et le Centre Ahlul Bayt à Ottawa. Il se rend en Allemagne où il a préside le Centre islamique de Hambourg, l'IZH (Islamisches Zentrum Hamburg), et fonde d'autres centres en Suisse et en Allemagne, tel que le centre culturel islamique de Berlin. L'IZH est l'une des institutions chiites les plus importantes en République fédérale d'Allemagne et en Europe, en tant que bureau de représentation de la République islamique d'Iran. Son importance se traduit par une subordination directe au chef spirituel de la République Islamique d'Iran qui nomme son directeur. En septembre 2003, il démissionne de son poste de directeur du Centre islamique de Hambourg,, pour revenir au Canada, dans un contexte de tension forte entre le Canada et l'Iran à la suite de l'assassinat à Téhéran, en juillet 2003, d'une journaliste irano-canadienne, Zahra Kazemi,. Il y fonde l'école islamique Imam Mahdi à Windsor et le Centre islamique Imam Mahdi à Toronto.